# Tatarabrug
De Tatarabrug (多々羅大橋, Tatara Ōhashi) is een tuibrug in Japan. Deze brug overspant de Japanse Binnenzee en verbindt zo de eilanden Honshū en Shikoku. De brug is een onderdeel van de Nishiseto-autosnelweg.
De op 1 mei 1999 in gebruik genomen brug heeft twee stalen torens met een hoogte van 220 meter. Ze hebben de vorm van een omgekeerde Y. De overspanning tussen de twee torens is 890 meter. De overspanningen tussen de torens en de wal hebben respectievelijk een lengte van 164,5 en 257,5 meter. De brug heeft twee rijstroken in elke richting en aparte banen voor voetgangers, fietsers en motorfietsen. De totale breedte is 30,6 meter. De maximumsnelheid op de brug bedraagt 70 kilometer per uur.
Oorspronkelijk was het plan —reeds daterend uit 1973— de zee-engte te overbruggen met een hangbrug. In 1989 werd gekozen voor de tuibrug, die de ecologische impact aan de kusten beperkte, gegeven dat de kabels niet meer verankerd dienden te worden aan de kust.
In 1999 volgde de Tatarabrug de in 1995 opgeleverde Pont de Normandie, in Frankrijk, op als de brug met de grootste overspanning: 890 meter versus 856 meter voor de Pont de Normandie. De in 2008 geopende brug in China, de Sutongbrug, is met een overspanning van 1088 meter de langste.

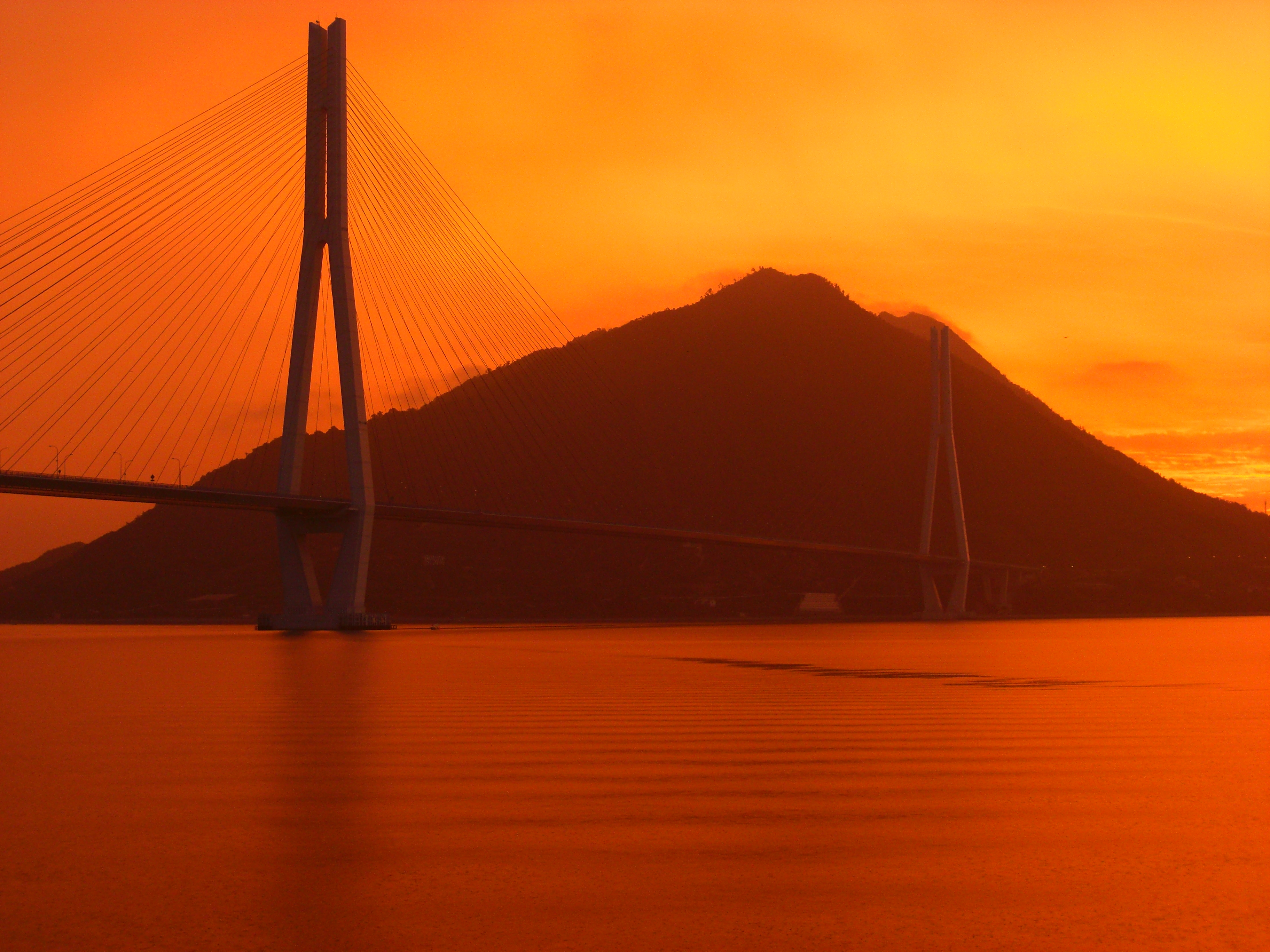
Tatarabrug bij het ochtendgloren
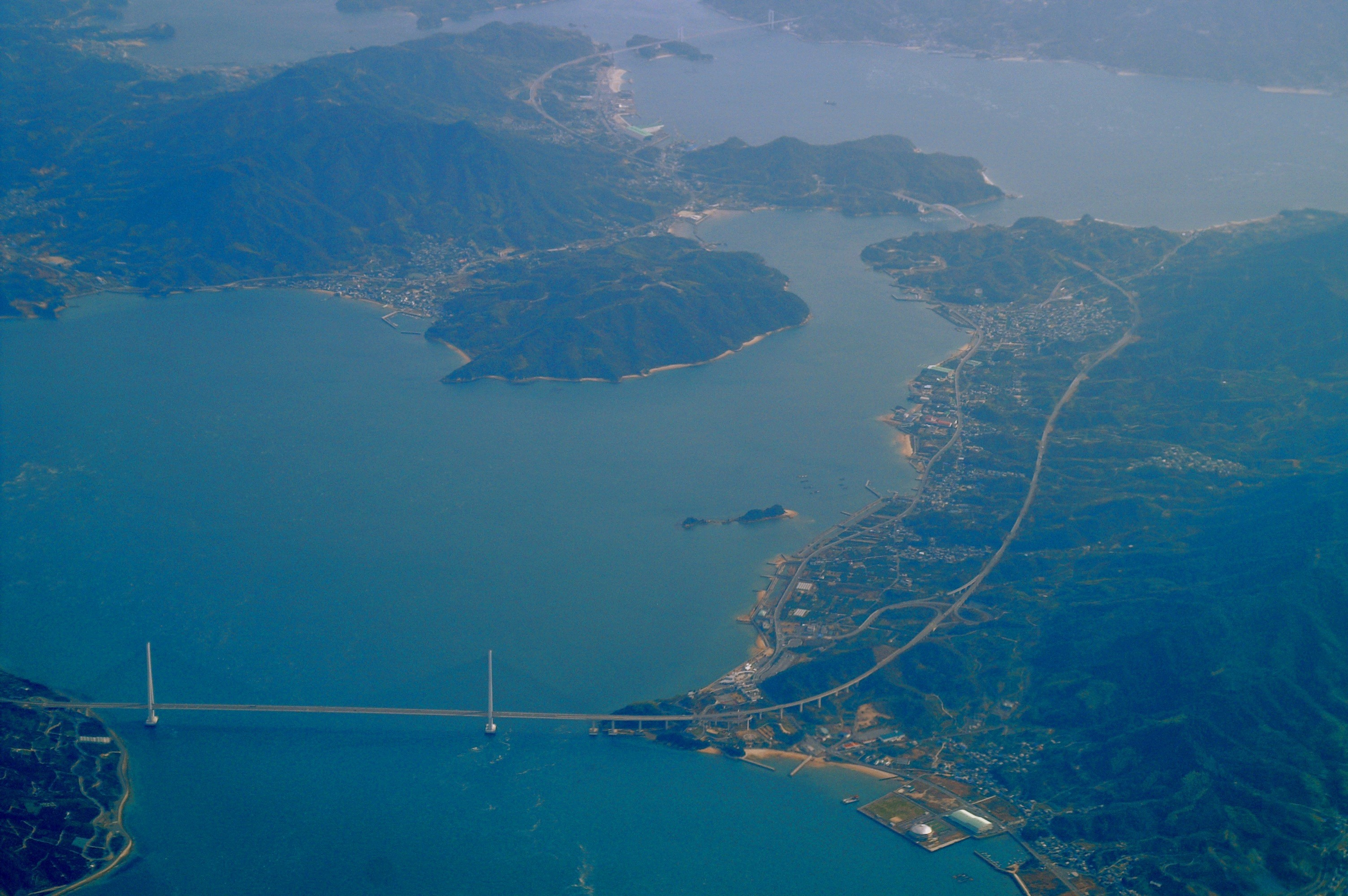
Tatarabrug vanuit de lucht